# Puzur-Sin
Puzur-Sin je bil asirski podregent, odgovoren za  izgon Asinuma, amoritskega babilonskega vazalnega kralja, iz Asirije. Z izgonom je omogočil domorodnemu Ašur-dugulu, da si je prilastil asirski prestol.
Sledilo je obdobje državljanske vojne, v kateri sta se po letu 1720 pr. n. št. končala babilonski in amoritski vpliv na Asirijo.

## Sklica
1. ↑  Georges Roux. Ancient Iraq.
2. ↑  Assyrian King List.